# Den nakna sporren
Den nakna sporren (originaltitel: The Naked Spur) är en amerikansk westernfilm från 1953 i regi av Anthony Mann, med bland andra James Stewart, Janet Leigh och Robert Ryan i rollerna. Mann och Stewart gjorde tillsammans fem berömda western-filmer, varav detta är den tredje.

## Handling
Howard Kemp (James Stewart) är på jakt efter en förrymd mördare, Ben Vandergroat (Robert Ryan). Han behöver nämligen de pengar som utlovats för att köpa tillbaka sin ranch, som såldes av hans före detta fästmö medan han tjänstgjorde i armén. Till sin hjälp tar Kemp en gruvarbeterare och en avskedad soldat - men när Vandergroat till slut tillfångatas spelar fången ut gruppmedlemmarna mot varandra.

## Rollista
- James Stewart – Howard Kemp
- Janet Leigh – Lina Patch
- Robert Ryan – Ben Vandergroat
- Ralph Meeker – Roy Anderson
- Millard Mitchell – Jesse Tate